# António Mendes Arouca
António Mendes Arouca (Tavira, 1610 - Angra, 23 de Agosto de 1680) foi um jurisconsulto, escritor e religioso português.

## Biografia
Cursou Direito nas Faculdades de Leis e de Cânones da Universidade de Salamanca e da Universidade de Coimbra, chegando a ser Advogado da Casa da Suplicação.
Morrendo-lhe sua mulher, tal abalo moral sofreu, que se recolheu num Eremitério situado nas Furnas da Ilha de São Miguel, nos Açores, onde permaneceu 15 anos e donde saiu para se dirigir a Angra, na Ilha Terceira, a fim de tratar dos atacados duma terrível epidemia que ali grassava.
Um neto seu fez publicar algumas anotações e alegações jurídicas às Pandectas, redigidas em Latim, que deixara inéditas.